# چاباق‌سر
چاباق‌سَر (زبان چوواشی: Шупашкар، تلفظ: شوپاشکار، زبان روسی: Чебокса́ры، تلفظ: چـِبُکسَری) شهری است در روسیه.
این شهر مرکز استان چواشیا در روسیه و بندری بر روی رود ولگا است. شهر چاباق‌سر در منطقهٔ فلات ولگا واقع شده و در ساحل دریاچهٔ مصنوعی چاباق‌سر قرار دارد. مساحت این شهر ۲۵۰٫۹ کیلومتر مربع (۹۶٫۹ مایل مربع) است. شهر ماهواره‌ای نووچباکسارسک در حدود ۶ کیلومتری شرق چاباق‌سر قرار دارد.
نام این شهر از نام تاتاری چاباق‌سر (Çabaqsar) گرفته شده است. در فارسی آن را چباکساری یا چابکسر هم نوشته‌اند.

## پیشینه
نام چاباق‌سر نخستین بار در منابع سال ۱۴۶۹ یعنی زمانی که سربازان روسی در راه خانات کازان از این محل گذشتند نامیده شد. با این حال، یافته‌های باستان‌شناسی نشان می‌دهند که این منطقه بسیار پیش‌تر از آن سکونت‌پذیر بوده است. در محل کنونی شهر، پیش‌تر شهری متعلق به بلغارهای ولگا به نام «ودا سووار» وجود داشت که پس از شکست شهرهای بزرگ بلغار توسط مغول‌ها در سدهٔ سیزدهم پدید آمد.
در دوران خانات، برخی معتقدند که نام شهر به زبان ترکی (احتمالاً تاتاری)[نیاز به منبع] چاباق‌سار (Çabaqsar) بوده و نام‌های کنونی روسی و انگلیسی نیز از آن برگرفته شده‌اند. با این حال، در نقشه‌های سیاحان اروپایی، نام شهر به صورت Cibocar (در نقشهٔ پیتسیگانو، ۱۳۶۷) و Veda-Suar (در نقشهٔ فرا مائورو، ۱۴۵۹) ثبت شده است. نام شوپاشکار، که معادل چوواشی چاباق‌سر است، به معنای «دژ چوواش‌ها» است.
در سال ۱۵۵۵، روس‌ها در این محل یک دژ ساختند و یک سکونت‌گاه پایه‌گذاری کردند. در سال ۱۶۲۵، در این شهر ۴۵۸ سرباز مستقر بودند و تا سال ۱۶۴۶، شمار مردان ساکن آن به ۶۶۱ نفر رسید. در پایان سدهٔ هفدهم، چاباق‌سر یکی از مراکز مهم بازرگانی در منطقهٔ ولگا محسوب می‌شد و در سال ۱۷۸۱، در چارچوب استان کازان، رسماً به مقام شهر ارتقا یافت.
در آغاز سدهٔ نوزدهم، جمعیت شهر حدود ۵٬۵۰۰ نفر بود و در آن یک کارخانهٔ اره‌بُری و چند کارگاه تولیدی کوچک فعالیت داشتند. در سدهٔ شانزدهم و نیمهٔ نخست سدهٔ هفدهم، کلیسای جامع ووِدِن‌سکی، چهار صومعه و هشت کلیسا ساخته شدند. در سدهٔ هجدهم نیز ساختمان‌های سنگی خزانه‌داری، بایگانی، دادگاه، و ده کلیسا در شهر ساخته شد. در سال ۱۸۸۰، شهر شامل ۷۸۳ خانه (۳۳ خانه سنگی)، ۹۱ مغازه، سه مدرسه، دو بیمارستان و یک بانک بود.
در آغاز سدهٔ بیستم، جمعیت شهر به حدود ۵٬۱۰۰ نفر رسید. در سال ۱۹۶۵، این رقم به ۱۶۳٬۰۰۰ نفر افزایش یافت.

## جایگاه اداری و شهرداری
چاباق‌سر پایتخت جمهوری چوواشستان است. در چارچوب تقسیمات اداری، این شهر به همراه دو سکونت‌گاه شهری (نوویه لپساری و سوسنووکا) و دو منطقهٔ روستایی، در قالب واحدی با عنوان شهر با اهمیت جمهوریایی چاباق‌سر سازمان‌دهی شده که از نظر جایگاه اداری با یک ناحیه هم‌رتبه است. از منظر تقسیمات شهرداری، این واحد با عنوان بخش شهری چاباق‌سر شناخته می‌شود.